# Chelsea Holmes
Chelsea Holmes (* 20. Januar 1987) ist eine ehemalige US-amerikanische Skilangläuferin.

## Werdegang
Holmes startete im Januar 2009 in Anchorage erstmals bei der US Super Tour. Dabei belegte sie den 42. Platz über 5 km Freistil. Im Februar 2011 erreichte sie in Aspen mit dem zweiten Platz im 21-km-Massenstartrennen ihre erste Podestplatzierung bei der US Super Tour. Im folgenden Monat siegte sie beim Nor Am Cup in Canmore jeweils über 5 km Freistil und im 30-km-Massenstartrennen. Anfang April 2009 kam sie bei der US Super Tour in Sun Valley mit dem dritten Platz erneut auf das Podium. In der Saison 2011/12 errang sie bei der US Super Tour einmal den dritten und einmal den zweiten Platz. Im Februar 2012 holte sie in Aspen über 5 km klassisch ihren ersten Toursieg und erreichte zum Saisonende den fünften Platz in der Gesamtwertung. Nach zwei zweiten Plätzen zu Beginn der Saison 2012/13 bei der US Super Tour über 10 km Freistil in West Yellowstone und im 10-km-Massenstartrennen in Bozeman, lief sie in Canmore ihre ersten Weltcuprennen, welche sie auf dem 49. Platz im Skiathlon und auf dem 47. Rang im 10-km-Massenstartrennen beendete. Zu Beginn der Saison 2013/14 siegte sie in Bozeman im 10-km-Massenstartrennen. Es folgten zwei zweite Plätze und ein dritter Platz und zum Saisonende der achte Platz in der Gesamtwertung. In der folgenden Saison kam sie bei der US Super Tour 15-mal unter die ersten Zehn, darunter drei zweite Plätze und ein dritter Platz und belegte damit den zweiten Platz in der Gesamtwertung. Zu Beginn der Saison 2015/16 kam sie auf Platz zwei über 10 km Freistil in West Yellowstone und auf Platz eins im 10-km-Massenstartrennen in Sun Valley. Im weiteren Saisonverlauf errang sie zweimal den zweiten und zweimal den dritten Platz und belegte zum Saisonende den dritten Platz in der Gesamtwertung der US Super Tour. Im März 2016 kam sie bei der Ski Tour Canada auf den 31. Platz. Dabei holte sie in Canmore mit dem 22. Platz über 10 km Freistil und dem 28. Rang bei der Abschlussetappe ihre ersten Weltcuppunkte. Dies sind zugleich ihre besten Platzierungen im Weltcup. In der Saison 2016/17 holte sie bei der US Supertour und beim Nor Am Cup jeweils drei Siege und gewann damit die Gesamtwertungen dieser Rennserien. Zudem kam sie in Davos mit dem 29. Platz über 10 km Freistil letztmals im Weltcup in die Punkteränge und siegte bei den US-amerikanischen Meisterschaften im 20-km-Massenstartrennen. Beim Saisonhöhepunkt, den Nordischen Skiweltmeisterschaften 2017 in Lahti, belegte sie den 13. Platz im 30-km-Massenstartrennen. In ihrer letzten Saison als aktive Sportlerin 2017/18 wurde sie Siebte in der US-Supertour-Gesamtwertung und jeweils Dritte beim American Birkebeiner und Engadin Skimarathon.

## Siege bei Continental-Cup-Rennen
| Nr. | Datum             | Ort            | Disziplin              | Serie                        |
| --- | ----------------- | -------------- | ---------------------- | ---------------------------- |
| 1.  | 13. März 2011     | Canmore        | 5 km Freistil          | Nor-Am-Cup                   |
| 2.  | 19. März 2011     | Canmore        | 30 km Freistil Mst.    | Nor-Am-Cup                   |
| 3.  | 11. Februar 2012  | Aspen          | 5 km klassisch         | US Super Tour                |
| 4.  | 7. Dezember 2013  | Bozeman        | 10 km klassisch Mst.   | US Super Tour                |
| 5.  | 6. Dezember 2015  | Sun Valley     | 10 km klassisch Mst.   | US Super Tour                |
| 6.  | 11. Dezember 2016 | Vernon         | 10 km Freistil         | Nor-Am-Cup und US Super Tour |
| 7.  | 16. Dezember 2016 | Rossland       | 10 km Freistil         | Nor-Am-Cup                   |
| 8.  | 18. Dezember 2016 | Rossland       | Gesamtwertung Minitour | Nor-Am-Cup                   |
| 9.  | 10. Januar 2017   | Soldier Hollow | 20 km klassisch Mst. 1 | Nor-Am-Cup und US Super Tour |